# 戈扎诺
戈扎诺（義大利語：Gozzano），是意大利诺瓦拉省的一个市镇。总面积12平方公里，人口5715人，人口密度476.3人/平方公里（2009年）。ISTAT代码为003076。